# الثريا (عنقود نجمي)

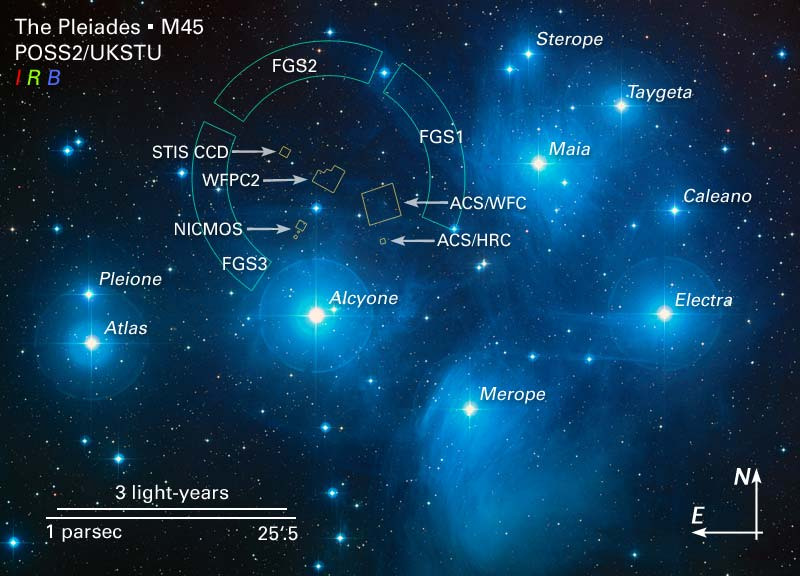
أسماء نجوم الثريا.

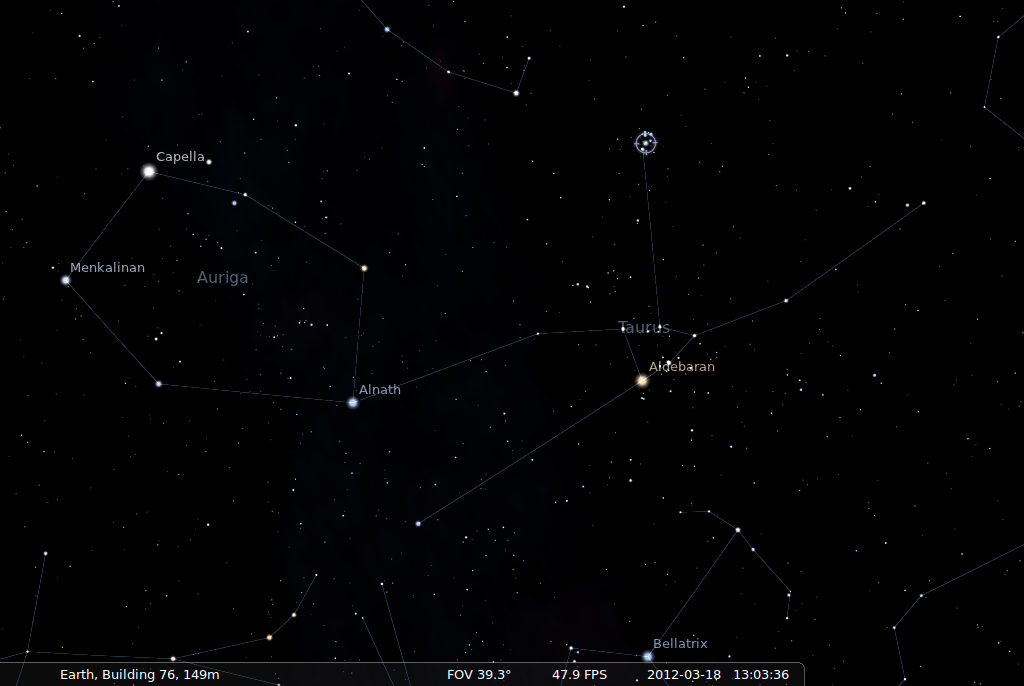
موقع الثريا في كوكبة الثور.

الثريا أو الشقيقات السبع أو مسييه 45  وفقًا لفهرس مسييه هي عنقود نجمي مفتوح يقع في كوكبة الثور فوق كتف الجبار الأيمن، وهو أحد ألمع وأشهر العناقيد النجمية المفتوحة. يتكوّن العنقود من نجوم فتيّة زرقاء ساخنة، تكوّنت كلّها في نفس الوقت تقريباً من سحابة جزيئية قبل حوالي 100 مليون سنة. يُمكن رؤية العنقود بالعين المجرّدة، حيث يبلغ قدره الظاهري ككل حوالي 1.6، ومعظم الناس يستطيعون تمييز ستة من نجوم العنقود بالعين المجردة، ولكن بالرغم من ذلك يستطيع البعض تمييز 8 نجوم أو حتى أكثر. يُعرف هذا العنقود منذ ما قبل التاريخ، حيث ذكره الفلكيون القدماء كثيراً، وكان قدماء العرب يتبرّكون به وبنوئه وينسحرون بوضوحه وروعته، في حين أن الإغريق تصوّروا نجومه كأنها سبع أخوات ونسجوا حولها بعض الأساطير، وينتشر العنقود على مساحة تبلغ درجتين على الأقل من السماء، وهذا ما يُعادل أربعة أضعاف القمر البدر، لكن كثافة النجوم فيه منخفضة مقارنة بالعناقيد الأخرى.
يحوي العنقود الكثير من النجوم، وغالباً ما يمكن رؤيتها بالعين المجردة في السماء، ويحوي عنقود الثريا الكثير من النجوم والتي يزيد عددها عن 500 نجم، وتبعد عن بعضها البعض أكثر من بعد الأرض عن الشمس (وهذا لا يُعد كثيراً أبداً)، وتنتشر في الفضاء بمساحة تزيد عن 50 سنة ضوئية وبعدها عن الأرض قرابة 440 سنة ضوئية.
ومثل هذه العناقيد تسمى عناقيد نجمية مفتوحة، لبعد نجومها عن بعضها البعض. وقد سمي هذا العنقود النجمي تيمناً باسم بنات أطلس السبع في الميثولوجيا الإغريقية، اللاتي حولتهن الآلهة إلى نجوم.

## الثريا في الميثولوجيا القديمة

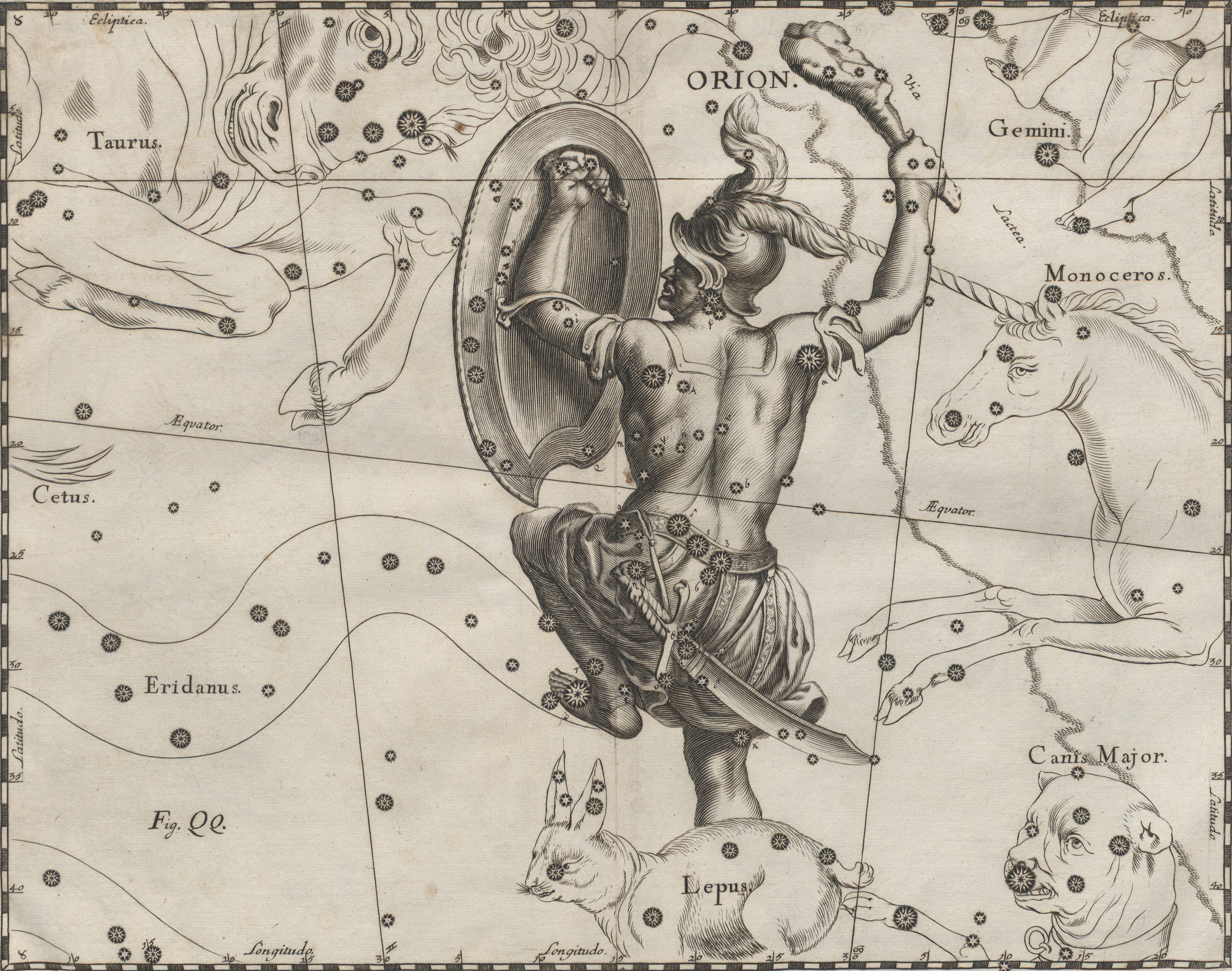
صورة الجبار في السماء وهو يقاتل الثور كما تخيله القدماء.

بما أن عنقود الثريا قريب من مسار الشمس، فقد كان جرماً موسمياً في كلا النصفين الجنوبي والشمالي للكرة الأرضية، حيث يَظهر في الخريف والربيع. وبالنسبة للقدماء، فقد كان شروق الثريا في الربيع في النصف الشمالي من الكرة الأرضية يَعني بداية موسم الأعمال البحرية. في حين أن غروبها في الخريف كان يعني نهايته. وبما أن الثريا قريبة من مسار الشمس فكثيراً ما تُحتجب خلف القمر والكواكب، وقد كان القدماء يعتبرون هذه أحداثاً عظيمة واستثنائية. الثريا هي من أوائل النجوم التي ذُكرت في الأدب، حيث ذُكرت في الحواليّات الصينية التي تعود إلى 2350 سنة ق.م. أقدم ذكر أوروبي للثريا هو أحدث بقليل من أول ذكر صيني، حيث ذُكرت في قصيدة لهسيود وأيضاً في الأوديسة لهوميروس. أيضاً ذُكرت الثريا ثلاث مرات في الإنجيل.

### الإغريق
في الميثولوجيا الإغريقية كانت الثريا هي سبع أخوات. وبعد لقاء مع الجبار (الصياد) أصبح يلاحقهم هن ووالدتهن دائماً عبر السماء (حيث تخيل القُدماء هذا بما أن الثريا تقع أمام الجبار تقريباً بالنسبة لخط دوران السماء). ومن باب الرحمة بهن لمشكلتهن قام الإله زيوس بعد رجاء من أرتميس بتحويلهن إلى سرب من الحمام حيث تمكنوا من الهروب منه والطيران إلى السماء، (ويُقال أيضاً أنهن قتلوا أنفسهن بعد موت أخواتهن المسمّين "القلائص"). وقد كانت الشقيقات السبع رفقاء لأرتميس، وبعد هذه الحادثة غضبت وقامت بقتل الجبار. وبعد قتله وضعته في السماء حيث ما زال يلاحق الشقيقات السبع المُلاحقة الأبدية. ولكن أرتميس ما زالت تزور الشقيقات السبع حيث أن القمر (وأرتميس هي إلهة القمر حسب مُعتقد الإغريق) يَمر قرب الثريا أثناء دورته في السماء وكثيراً ما يَحجبها. وهُناك أساطير إغريقية عديدة تروي القصة بشكل مختلف قليلاً.

### العرب

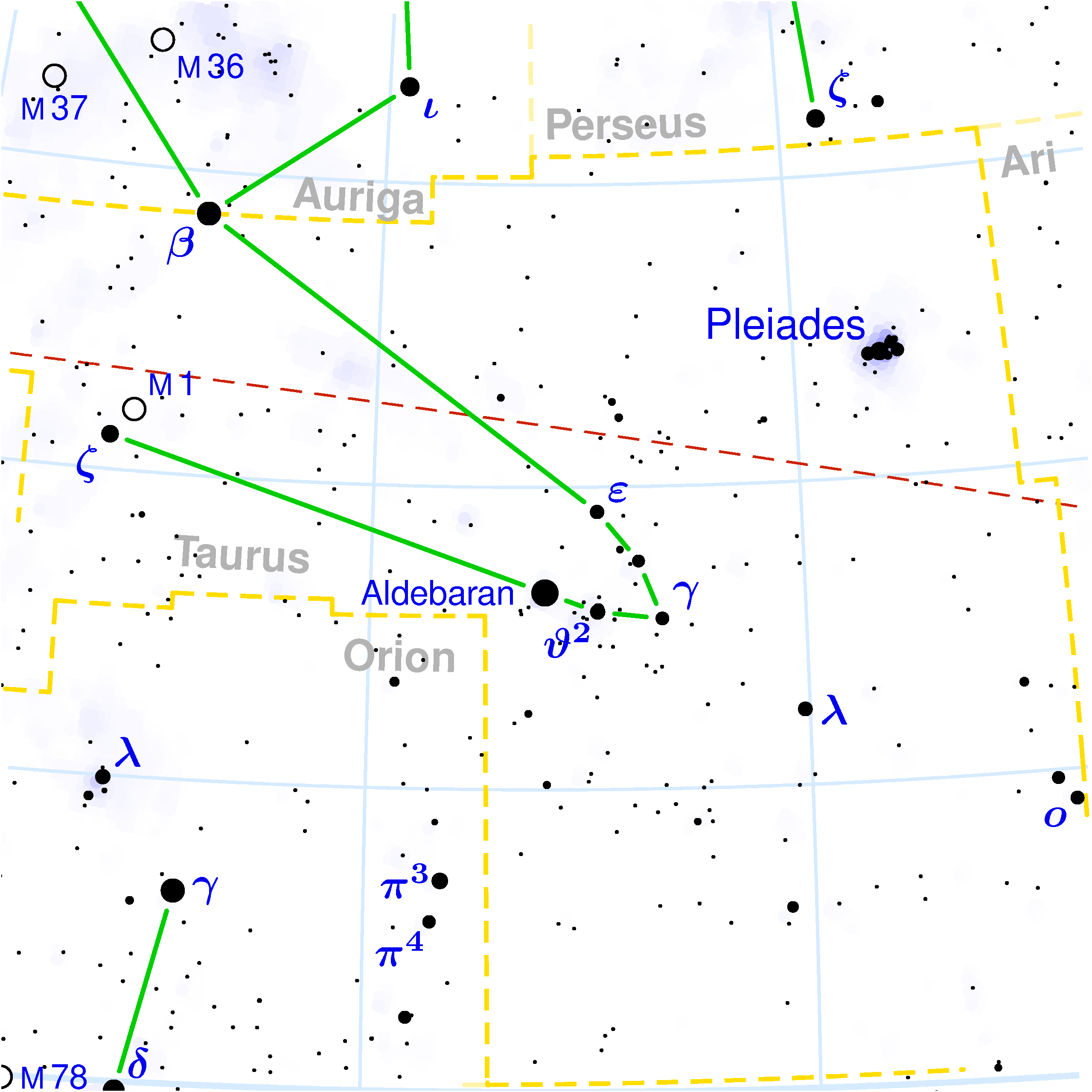
خريطة كوكبة الثور، وأثناء تحركها في السماء يبدو نجم الدبران كأنه يتبع الثريا.

كان العرب يُسمون الثريا باسمها لأنهم كانوا يَتبركّون بها وبشروقها ويقولون إن المطر الذي يحدث في أثناء شروقها أو غروبها يَجلب الثروة. وكانت الثريا هي المنزل الثالث من منازل القمر (حيث أن العرب قسّموا المناطق التي يَمر فيها القمر في السماء إلى 28 منطقة تفصل بينها مسافات متساوية أسموها منازل القمر). وقد كانت تُميّز 6 من نجومها بالعين المُجرّدة وكانوا يُشبهونها بعنقود العنب لتقاربها، ونتيجة لذلك فقد سموها كلها مع بعضها «النجم». وسموا نجم الدبران نسبة إليها حيث أنه «يَدبرها» (أي يتبعها) أثناء الدورة الظاهرية للكرة السماوية، حيث أنه يُشرق ويَغرب بعد الثريا. وقَد سمى العرب الفجوة بين الثريا والدبران «بالضّيقة»، وذلك لأنهم - على عكس الثريا - كانوا يتشاءمون بشروق الدبران وينتحسون به، ويَقولون أنه عندما تُمطر أثناء شروق أو غروب الدبران فإن السنة تَكون جدباء. وقد كان العرب يقولون عن الجوزاء (الجبار) أنها تردف الثريا، حيث أن «رَدْف» جرم لجرم آخر تَعني أن الأول أصبح «رَدفاً» للثاني، أي أصبح خلفه. وكان العرب يقولون: «إذا الجوزاءُ أَرْدَفَتِ الثريّا»، وذلك لأَن الجَوْزاء خَلْف الثريا كالرِّدْف.
وحسب أسطورة عربية، كان الدبران شخصاً فقيراً معدماً في حين أن الثريا كانت فتاة جميلة وشابة، وقد أبهرت الدبران فعزم على خطبتها. لكنه كان يريد لأحد أن يُرافقه إلى الخطبة ولم يجد أحداً. فذهب إلى القمر وطلب منه أن يحاول بقدر استطاعته تزويجه منها، فاستجاب القمر وذهب إليها. لكنها رفضت، وبعد أن ألحّ عليها قالت: «ما أصنع بهذا المعدم الذي لا مال له؟». فرجع القمر وأخبر الدبران بما حدث، لكن الدبران أصرّ على الزواج منها. ولم يكن يملك إلاّ غنماً، فأخذه كله إلى الثريا لكي تقبل بالزواج منه. والعشرون غنمةً التي ساقها الدبران إلى الثريا هي ما أصبح يُسمى «بالقلاص» أو «القلائص»، والذي أصبح اسماً لعنقود نجمي يظهر قريباً من الدبران في السماء. والنجمان القريبان من الدبران هما كلباه، والذين اصطحبهما معه ومع الأغنام. وهكذا أصبح الدبران يدبر (يتبع) الثريا في السماء إلى الأبد ومعه أغنامه، يدبرها أينما ذهبت. وبهذا أصبح الدبران رمزاً للوفاء، في حين أن الثريا أصبح رمزاً للغدر، وقد جاء في بعض الأمثال العربية: «أوفى من الحادي (الحادي الدبران) وأغدر من الثريا».

### الأتراك
حسب الأساطير التركية، عندما بدأ الجنس البشري يُبتلى بالشر، قام «تانغري ألغِن» (إله الخلق) بالالتقاء مع أرواح السماء في الثريا («أَلكِر»). وهناك قرروا أن يُحرروا البشر من الابتلاء بإرسال عقاب كان هو الشامان الأول. وبذلك فالثريا هي مصدر للبهجة بالنسبة للقبائل التركية البدوية ووسيلتهم للاتصال والاحتكاك بعالم الآلهة في نفس الوقت.

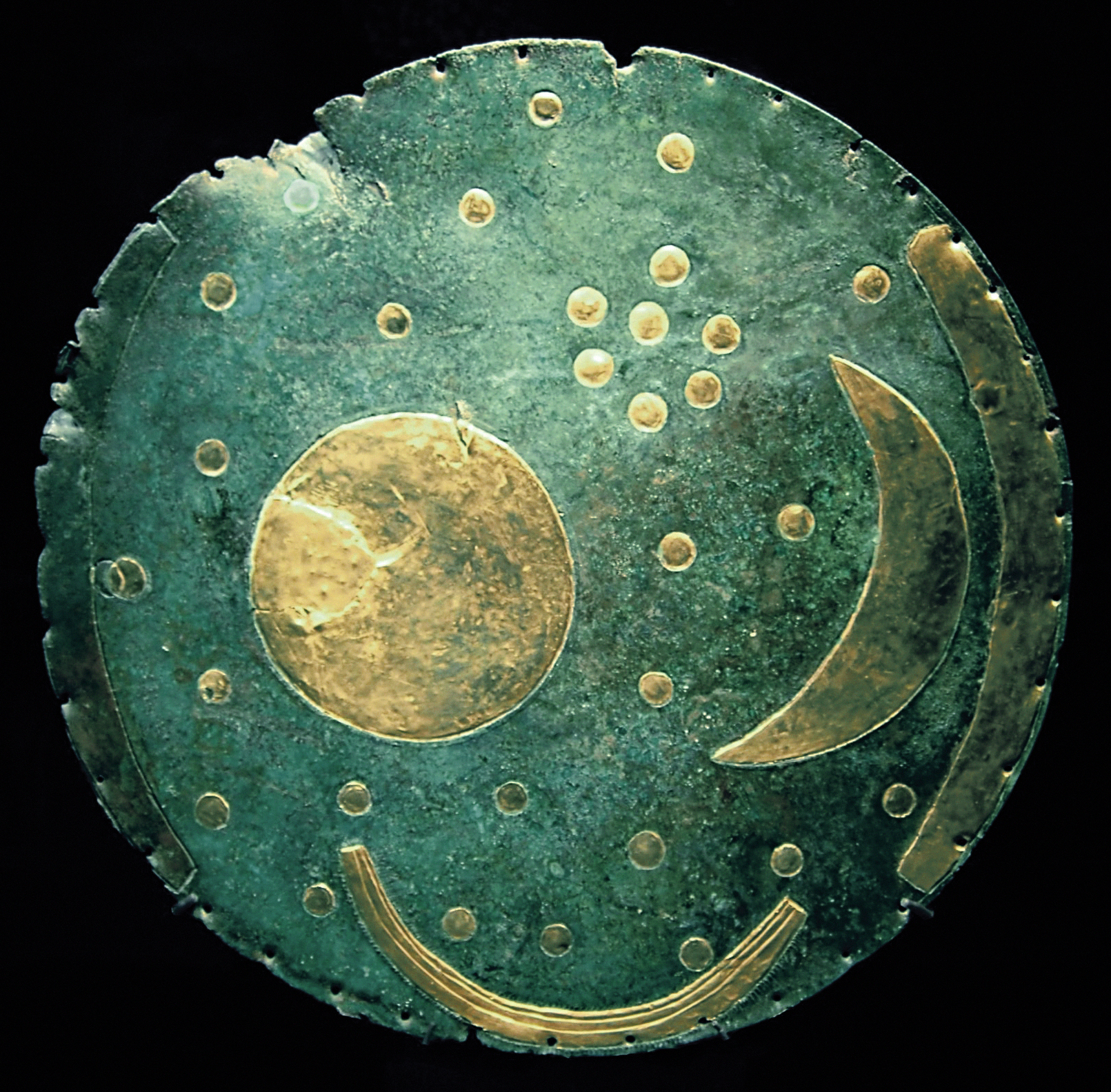
قرص برونزي عُثر عليه في بلدة نبرا الألمانية، يعود لحوالي سنة 1600 ق.م. يعتبر أقدم خريطة فلكية معروفة. لاحظ عنقود الثريا في أعلى اليمين.

### الصينيون
كان الصينيون يَستدلون على بداية موسم الأمطار بواسطة الثريا، وحسب تخيلهم للسماء فقد كانت تقع في قلب كوكبة التنين. وكانوا يُسمونها "旄頭" والتي تُكتب بالأحرف اللاتينية "máotóu" وتعني «رأس ماو»، أما اسمها الحديث فهو "昴" والتي تُكتب بالأحرف اللاتينية "mǎo" («ماو» بدون تكملة). وكان الصينيون يَعتبرون تردد الثريا (وميضها ثم خفوتها) نذير شؤم بغزو من البرابرة الشماليين.

### سكان الأمريكيتين
لدى قبيلة «الكيُوا» في أمريكا الشمالية أساطير مشابهة لتلك الإغريقية. حيث أنه وفقًا لأساطيرهم كانت الثريا سبع عذراوات طَرن إلى السماء بواسطة الروح العظيمة لإنقاذهن من دببة عملاقة. ولدى قبيلة أخرى فإن الثريا هي مجموعة من الأيتام طاروا إلى السماء. وحسب أساطير شعب الإنويت فقد كان هناك دب عظيم يُهدد الجنس البشري، فقامت مجموعة من الكلاب بمطاردته حتى السماء فأصبحوا هم الثريا، وما زالوا يلاحقونه حتى الآن عبر السماوات. وقد كان شعب المايا يَستخدم الثريا وشكلها المميز لمعرفة السماء في الليل.
كان للحسابات التقويمية دور هام في دين شعوب الأنديز. فقد كان يوجد عيدان رئيسيان في انقلابي الشمس الشتائي والصيفي. وقد كانت الثُريا (مثلها في ذلك مثل بقية النجوم والكوكبات) دلالة على فصليّ الشتاء والربيع، ولذلك فقد كانت تُستخدم في معرفة الفصول وكانت رؤيتها في السماء في بداية الليل تعني بداية موسم الزراعة.

## أسماء أخرى
من أسماء الثريا عند الحضارات المختلفة:
| - الهنود: «كارتِكِيا» أو «سكاندا» (بالسنسكريتية: कृत्तिका): إله الحرب الهندي. - الصينيون: «ماو» (بالصينية: 昴): رأس ببر الغرب الأبيض - نجوم الزهرة. - العبريون (بالعبرية: כִּימָה): عنقود «كِماه» النجمي. - العرب: عنقود «الثريا» النجمي: مُشتقة من الثروة. - اليابانيون: «سوبارو» (باليابانية: 昴): متجمعة معاً - «هوكي بوشي»: لمسات الرسم على السماء. | - الأتراك: «ألكِر» (بالتركية: Ülker). - الأرمن: «بازُمق» (بالأرمنية: Բազումք) - الأستراليون الأصليون: منهم من يسمونها: «ماكارا»: زوجات نجوم كوكبة الجبار - ومنهم: «كَنغْكارَنْغْكارا». - التايلنديون: «داو لوك كاي» (بالتايلندية: ดาวลูกไก่): نجوم عائلة الدجاج. - جنوب أفريقيا: "خَسيتي"": نجوم المطر. - الأزتك: «تيِينْكْويزتْلي»: السوق. | - الإنكا: «سووِر»: البذور المبعثرة. - المصريون: «نِت» - «نِيْث»: إلهة السماء المصرية. - الرومان: عنقود العِنب - عذراوات الربيع. - الإنكليز القدماء - الألمان القدماء - الروسيون - التشيكيون - المجريون: الدجاجة والصيصان. - الفايكنغ: دجاجات فريا (إلهة الحب والجمال والخصوبة والذهب والحرب والموت عند الفايكنغ). - الكرد: كومكا سيويان = Komika Sêwiyan |

## تاريخ الرصد

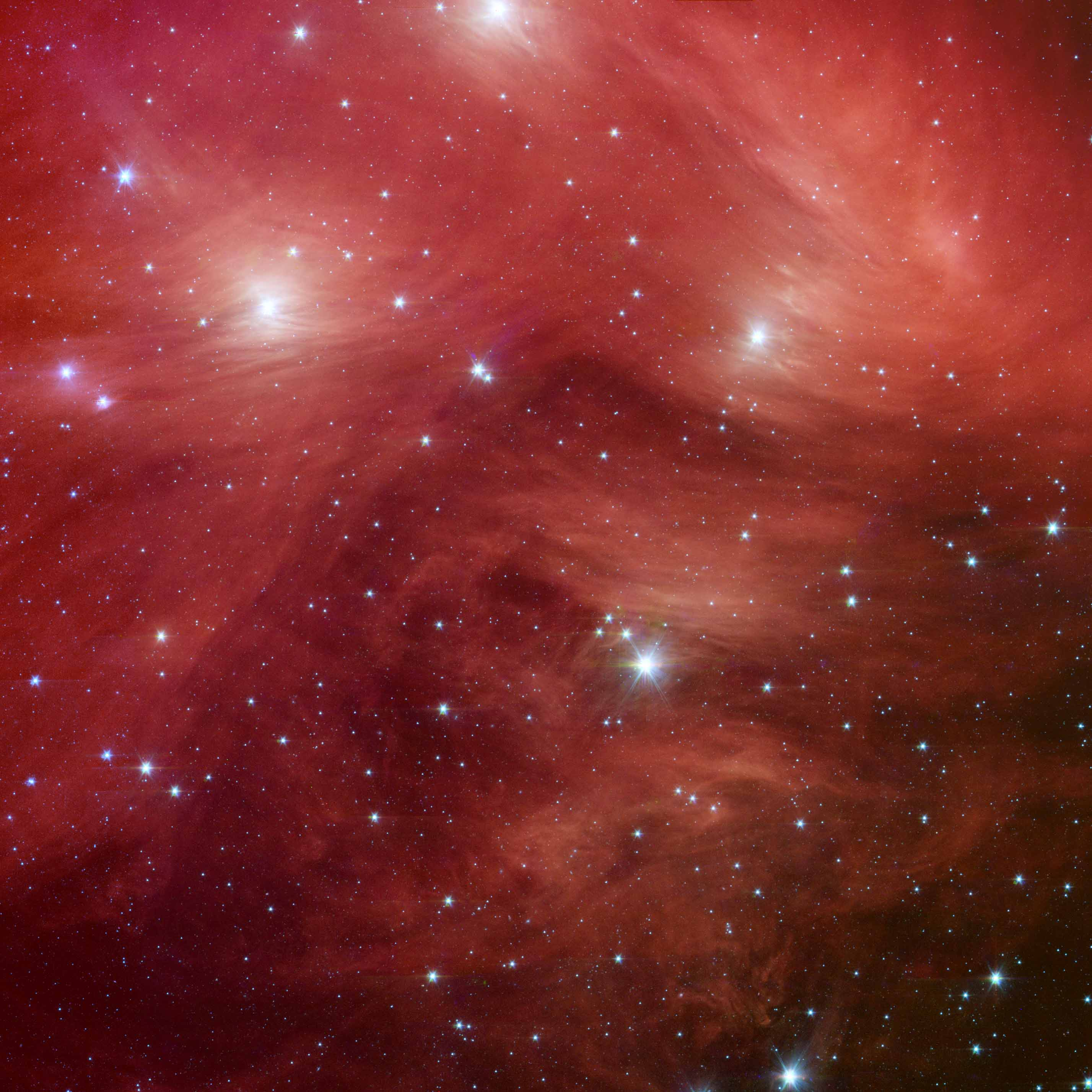
إحدى الصور التي التقطها مقراب سبيتزر بالأشعة دون الحمراء للثريا في عام 2007.

الثريا هي من العناقيد النجمية المعروفة منذ أقدم العصور، حيث أن 6 على الأقل من نجومها تكون واضحة بالعين المُجردة في الظروف الجوية السيئة (وبقية النجوم تبدو كغبار خلف هذه)، أما في ظروف مثالية بعيداً عن التلوث الضوئي، يُمكن أن يَزداد العدد إلى 12 نجمة، وفي عام 1579م (قبل اختراع المقراب بثلاثة عقود) رسم الفلكي مايكل مايستلن 11 من نجوم الثريا بأماكنها الصحيحة المعروفة اليوم بدون المقراب.
كان غاليليو غاليلي هو أوّل من رصد الثريا بواسطة المقراب، وقد سجل أكثر من 40 نجماً رآه فيها. وقد كانت الثريا من الأهداف الأولى للتصوير الفلكي بعد ظهوره، فقد اُلتطقت أول صورة لها في عام 1885. سجلت الثريا برقم 45 في واحد من أوائل الفهارس الفلكية الحديثة ومن أشهرها أيضاً، وهو فهرس مسييه.
في عام 2007 قام مقراب سبيتزر الفضائي برصد الثريا بالأشعة دون الحمراء، وقد ساعدت الصور التي التطقها على دراسة العديد من النجوم الخافتة التي يَصعب دراستها بالضوء المرئي، خاصة بعض الأقزام البنية. وقد كشفت صوره أيضاً عن سُحب من الغبار وأقراص كوكبية حول بعض نجوم الثريا، والتي كشفت لاحقاً عن وجود كواكب في العنقود.

## البُعد
تم قياس بُعد الثريا لأول مرة بواسطة اختيار بعض النجوم من أنواع طيفية محددة، ومن ثم تحليل طيفها. وبعد تحليل الطيف حصل الفلكيون على ضيائها (ضوؤها الحقيقي وليس الظاهري)، وعن طريق مقارنته بلمعانها (ضوؤها الظاهري) تم قياس بُعدها، وكانت النتيجة أنه يصل إلى 440 سنة ضوئية تقريباً (135 فرسخ فلكي).

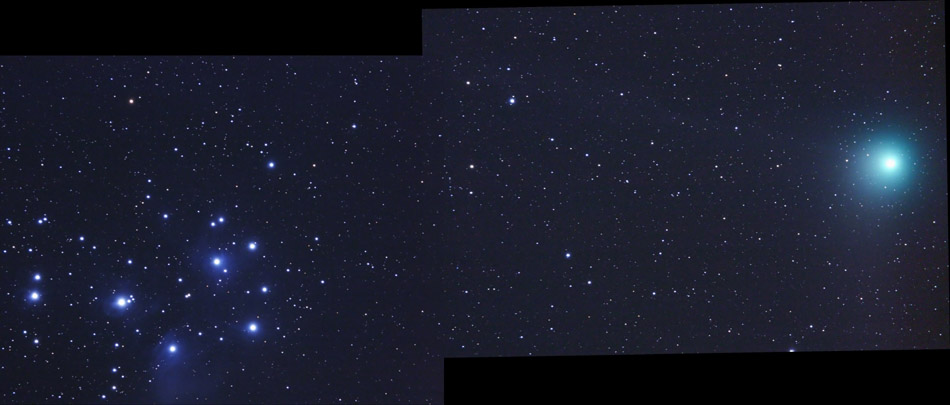
مذنب ماشهولز وعنقود الثريا.

لكن جاء التناقُض في بُعد الثريا من بيانات هباركوس (مركبة فضائية أطلقتها إيسا لقياس مواقع النجوم: تزيحها النجمي وحركتها الخاصة إلخ..) عن التزيح النجمي لعنقود الثريا، حيث أظهرت نتائج تحليل التزيح أن بُعد الثريا هو 385 سنة ضوئية تقريباً (118 فرسخ فلكي). وقد أربك هذا التناقض الفلكيين كثيراً، لكن الدراسات اللاحقة أثبتت أنه قد كان هناك خطأ في حسابات هباركوس، وذلك بالرغم من أن الخطأ لم يُعرف حتى الوقت الحاضر. لكن يَعتقد البعض أنه ربما يكون السبب هو أن شكل الثريا ليس كروياً مما ضلل الحسابات.

## الكواكب في عنقود الثريا

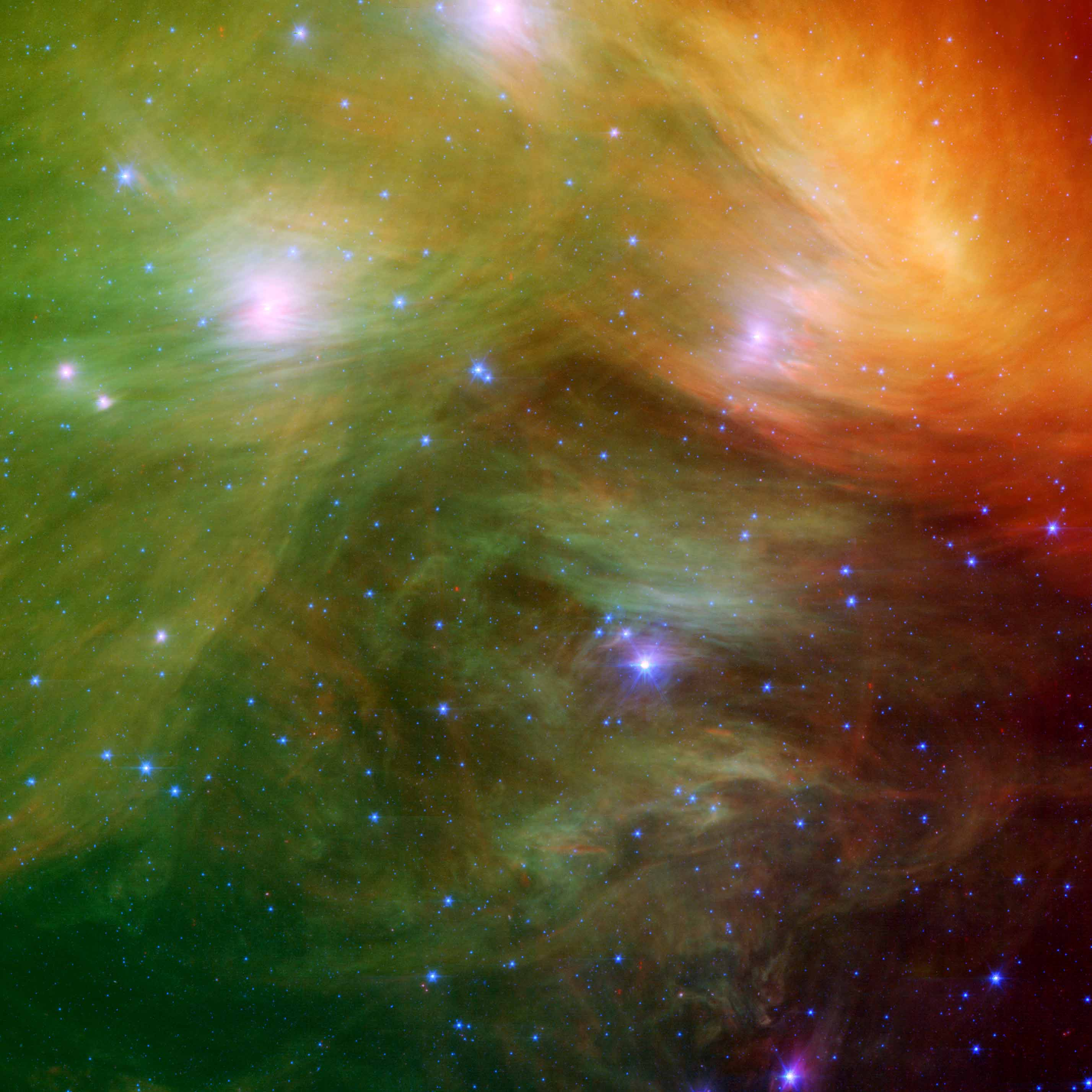
صورة مرقب سبيتزر بالأشعة تحت الحمراء، والتي اكتشفت الكواكب بواسطتها.

يقول العلماء أن هناك كواكب صخرية قد تشبه الأرض أو المريخ أو الزهرة يبدو أنها في طور الولادة أو وُلدت حديثاً حول أحد النجوم في الثريا (يُسمى "HD 23514")، وذلك نتيجة لتصادم بين كواكب أو كواكب مصغرة (كواكب في طور الولادة، ومن المُحتمل أن تكون في مرحلة قبل الكواكب المصغرة). وقد قام فلكيون بتحقيق هذا الاكتشاف بواسطة استخدام مرصد جيميني في هاواي ومرقب سبيتزر الفضائي، وقاموا بنشر اكتشافهم في «مجلة الفيزياء الفلكية»، وهي إحدى أقدم وأهم المجلات الفلكية. وقد اكتشفوا الكواكب بواسطة دراسة صور مُلتقطة بالأشعة تحت الحمراء التطقها مرقب سبيتزر، ومن ثم استخدموا مرصد جيميني لقياس الشعاع الحراري القادم من الغبار (وذلك لأن الأشعة الحمراء تُظهر فقط حرارة مقاربة للصادرة عن الأجسام الحية، بينما تختلف كثيرا حرارة الغبار). ومن ثم استطاعوا بواسطة تلسكوب جيميني تحديد موقع الغبار حول النجم. وهذا هو أول دليل واضح لولادة كواكب في عنقود الثريا، وربما يكون هذا أيضاً هو أول دليل رصدي على أن وجود كواكب صخرية مثل التي في النظام الشمسي هو أمر اعتيادي.
ويُطوّق الثريا كم استثنائي من الغبار والحطام، يفوق الذي يوجد حول الشمس بمئات آلاف المرات. ومصدر هذا الحطام لا بد أن يكون اصطدامات بين أجسام كبيرة هناك، مثل الكواكب أو الكويكبات أو غيرها، وقد توصل الفلكيون إلى هذا بتحليل بعض الابتعاثات القادمة من ذرات غبار مجهرية لا تُحصى تتناثر حول الثريا. ويُعد الحطام هو قطع بناء الكواكب، حيث أنه مع التصادم بين حبيبات الغبار تبدأ بالتكدس مع بعضها في أجسام بحجم الحجارة. وتلك تبدأ بالتكدس معاً مكوّنة أجراماً أكبر فأكبر حتى تصل إلى الكواكب (والكواكب المُصغرة هي مرحلة في هذه العملية).
ولكن بالرغم من ذلك، فأثناء عملية ولادة الكواكب تتفتت بعض الصخور إلى غبار بينما تتحول أخرى إلى كواكب مُكتملة. ووفقاً لحسابات قام بها الفلكيون فإن الحطام حول هذا النجم ("HD 23514") الواقع في الثريا قد تكون نتيجة اصطدامات حدثت خلال البضعة مئات آلاف الأخيرة من السنين (أو ربما أحدث من هذا). ويتراوح عُمر النجم الذي اكتشفت حوله الكواكب ما بين 100 و400 مليون عام (وهو بهذا يُعد يافعاً جداً، فشمس مجرة درب التبانة بالرغم من أنها متوسطة العمر إلا أن عمرها يُقدّر بحوالي 4.5 مليارات سنة).

## عمر الثريا
تركز نجوم الثريا في منطقة صغيرة (أو بالأحرى كثافتها العالية نسبياً) يَدل على أنها شابة، وهذا بالرغم من أنها تسير متباعدة عن بعضها البعض ببطء (فالعناقيد النجمية المفتوحة تتفكك بسرعة بالمقاييس الفلكية). وأيضًا عدم وجود نجوم العمالقة الحمراء في العنقود يَدل على حداثته (فالنجوم تصل إلى مرحلة العملاق الأحمر في أواخر حياتها). وطبقاً لحسابات جَرت حديثاً تم حساب عُمر الثريا بأنه 100 مليون سنة، بينما كان المقبول قبل ذلك هو أن عمرها يتراوح بين 60 و80 مليون سنة. ويُقدر عُمر الثريا الكلي بمئتين وخمسين مليون سنة فقط (وهذا قليل بالمقاييس الفلكية)، ثُم سوف يتفكك العنقود ويتحرك كل نجم وحده في اتجاه ما (أو ربما تأسر بعض النجوم نجوماً أخرى أقل كتلة فتصبح نجوماً ثنائية أو متعددة).

## الاحتجاب والانعكاس

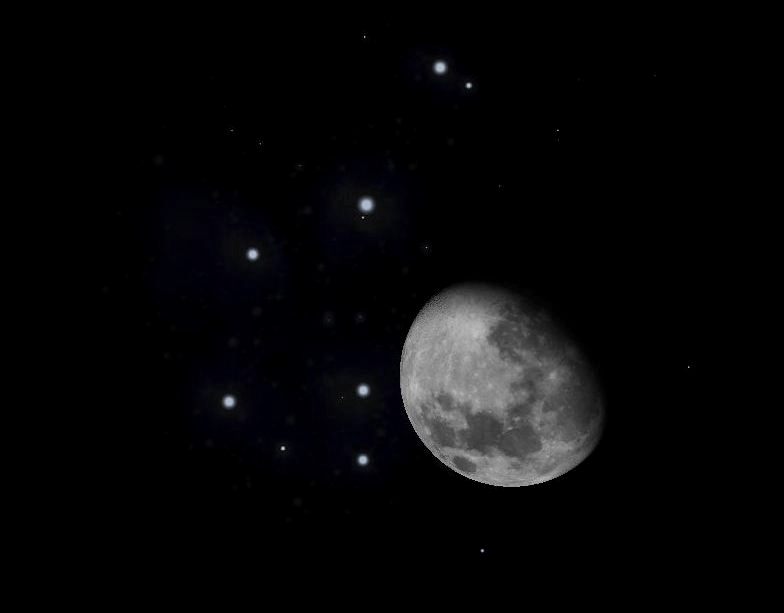
القمر يَحجب الثريا.

بما أن الثريا قريبة من مسار الشمس (على بُعد 4 درجات منه) فإنها كثيراً ما تُحتجب بواسطة القمر. وهذا الحدث يَجذب كثيراً هواة الفلك، فبالإمكان رؤيته بسهولة بالعين المُجردة حتى مع وجود تلوث ضوئي عالٍ نسبياً (على الرغم من أنه يبدو أوضح وأجمل بالمنظار والتلسكوب). ومن المُتحمل أن يَدخل القمر إلى مُربع الثريا الذي تُشكّله معاً النجوم: ألسيوني (ألمع نجوم الثريا) وإلكترا ومِروب ومايا (وأحياناً تايغيتا أيضاً).

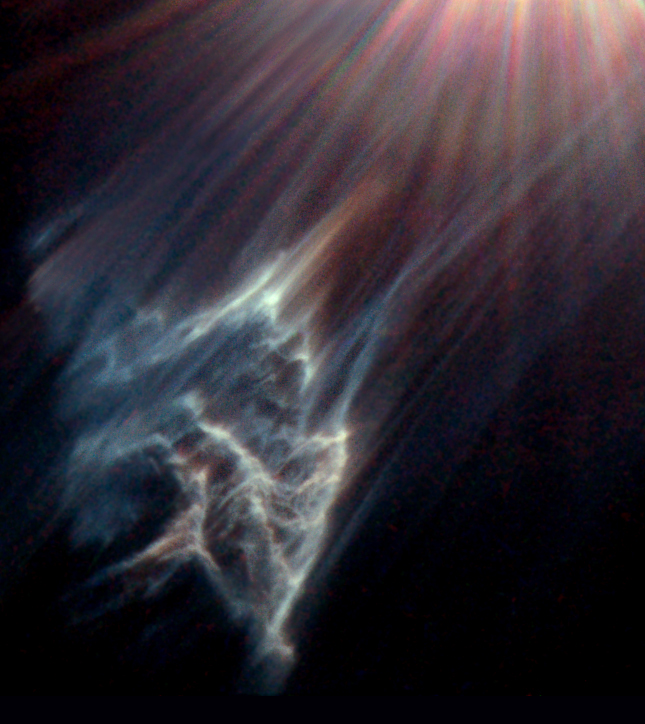
صورة من تلسكوب هبل للسديم الانكعاسي «سديم المعبد» الذي يقع قرب النجم «ميورب».

وبما أن مدار القمر متذبذب، فيميل مداره مرة كل 18 سنة حتى يَمر عبر الثريا ويَبقى كذلك لبضعة شهور. وخلال هذه الشهور يَحجب القمر الثريا بشكل منتظم ودوري (بالرغم من أن بعض الاحتجابات لا تكون في الليل). والقمر لا يُمكن أن يُغطي الثريا بالكامل أبداً، فقُطر الثريا الظاهري هو درجتان بينما القمر نصف درجة فقط. وبما أن القمر عموماً يتحرك بُسرعة نصف درجة كل ساعة تقريباً، فإذا كان سوف يَمر عبر الثريا كلها فسوف يستمر الاحتجاب ما بين 3 و4 ساعات (وسرعة القمر مُتغيرة بسبب أن بُعده عن الأرض يتغير، فهي لا تتوسط مداره بالضبط، وبالتالي فربما يَعبرها بسرعة أكبر أو أقل في بعض الأحيان). وأيضاً تمر الكواكب أحياناً قرب الثريا أو عبرها حتى في أحيان نادرة، خاصة الكواكب القريبة من الأرض: عطارد والزهرة والمريخ.

### السديم الانعكاسي
هناك سديم انعكاسي حول الثريا يعكس الغبار فيه ضوء النجوم الزرقاء الفتية الساخنة في العنقود. كان يُعتقد سابقاً أن الغبار هو بقايا من السديم الذي وُلد منه العنقود، لكن بعُمر 100 مليون سنة فيَجب أن يكون كل السديم الأصلي تقريباً قد اختفى. لكن الآن يُعتقد بدلاً من ذلك، أن العنقود يَمر حالياً داخل منطقة غبارية من الوسط البينجمي أثناء سفره حول المجرة. ويوجد حالياً سديم انعكاسي اسمه سديم المعبد أو "NGC 1432" قريب من النجم «ميورب» (وهو النجم الذي يُضيء السديم)، حيث تفصل بينهما مسافة 0.06 سنة ضوئية (550 مليار كم) وهذا يُعد قليلاً جداً بالمقاييس الفلكية.

## نجوم الثريا
أظهرت طُرق الرصد الحديثة أكثر من 400 نجم في عنقود الثريا (وحسب بعض التقديرات الأخرى يوجد أكثر من 500 نجم بقليل في الثريا). ويبلغ القُطر الظاهري للمنطقة التي تنتشر فيها هذه النجوم 110 دقائق قوسية، أو درجتين تقريباً. وهذا ما يَجعل كثافة الثريا قليلة مقارنة بالعناقيد النجمية المجاورة الأخرى. ويُقدر إجمالي كتلة عنقود الثريا بحوالي 1.6×1033 كغم أي ثمانمائة كتلة شمسية. وكثافة النجوم في مركز (نواة) العنقود مُعتدلة، والنجوم فيه ذات سطوع قوي ويبلغ عددها أكثر من 100. المركز كروي الشكل ويبلغ قُطره 4.5 سنة ضوئية فقط. بينما المناطق الخارجية من الثريا إهليجية الشكل، وإجمالاً يُقدر قُطر الثريا بكامل نجومها باثنين وخمسين سنة ضوئية.
يحتوي عنقود الثريا على العديد من النجوم المضاعفة والقليل من الثلاثية. وبعض نجوم الثريا تدور حول نفسها بسرعة، حيث تصل سرعة بعضها إلى ما بين 150 و300 كم في الثانية. ونتيجة لدوارنها بهذه السرعة فأشكالها تُصبح مفُلطحة (شبه كروية) أكثر من النجوم التي تدور بسرعة أقل. اكتشف نوع غريب جداً من النجوم في الثريا أثناء رصدها منذ عام 1995، وهو الأقزام البنية. فحتى مؤخراً، كانت الأقزام البنية أجراماً افتراضية يُعتقد أنها تملك كتلة متوسطة بين كتلة الكواكب العملاقة (مثل المشتري) والنجوم الصغيرة. وعموماً تتراوح كتلتها ما بين 10 و60 كتلة مشتري.

### الأقزام البيضاء

الأقزام البيضاء هي نجوم شديدة الكثافة والصغر. تظهر على اليمين الشمس، وفي الوسط قزم أبيض، وعلى اليسار نجم ثالث. وقد سبّب تواجد الأقزام البيضاء في الثريا مشكلة بالنسبة للفلكيين.

تحتوي الثريا على عدد من الأقزام البيضاء، لكن هذه النجوم سببت مشكلة للعلماء بالنسبة لمعرفتهم بالتطور النجمي. حيث لا يُمكن أن توجد أقزام بيضاء في عنقود نجمي فتي لأنها تُشكّل مرحلة متقدّمة من عمليّة التطور النجمي، هذا بالإضافة إلى أن عددها في العنقود كبير مما يعني أنه من المُستبعد أن تكون نجوماً قد أسرتها الثريا بجاذبيتها، بل المُرجح أنها تكونت من نفس السحابة التي تكونت منها الثريا. وطبقاً لنظرية التطور النجمي فلا يُمكن أن تملك الأقزام البيضاء كتلة أعلى من 1.4 كتلة شمسية (حد شاندراسيكار)، حيث أنه لو كانت كتلتها أكبر لانهارت بفعل جاذبيتها. لكن النجوم ذات الكتلة المنخفضة تتطور ببطء شديد، فهي تأخذ مليارات السنين لكي تصل إلى المرحلة الأخيرة من حياتها، في حين أن عمر عنقود الثريا هو 100 مليون سنة فقط.
وهناك تفسير مُحتمل لهذا وهو أن هذه النجوم كانت ذات كتلة كبيرة جداً في الماضي مما جعلها تتطور بسرعة شديدة. ثم خسرت كتلتها بتأثيرات شديدة القوة، مثل الرياح النجمية (والتي تُشكل سدما كوكبية حول النجوم التي تُطلقها بقوة)، أو سحب الكتلة من طرف النجوم المجاورة، أو الدوران المحوري السريع. وهكذا فما تبقى منها هو ما تحوّل إلى الأقزام البيضاء الموجودة اليوم، والتي تملك كتلة أدنى من حد شاندراسيكار.

### مصادر الأشعة السينية

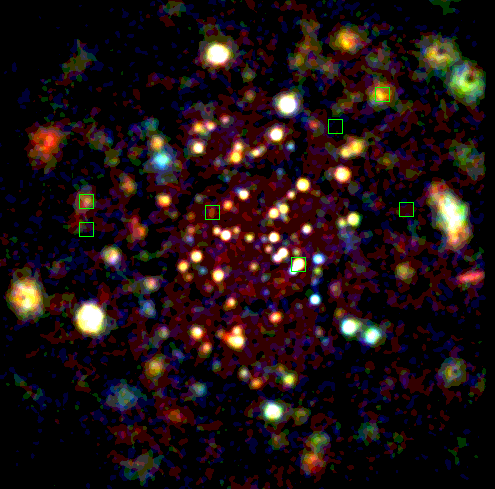
صورة لأشعة سينيّة قادمة من الثريا تبين النجوم ذات الحرارة العالية وبالتالي المصدرة لتلك الأشعة، وتبين المربعات الخضراء أماكن النجوم السبع الأكثر سطوعاً.

### ألمع النجوم

بعض ألمع نجوم الثريا وأسماؤها.